# Маркиз де Сьерра-Бульонес
Маркиз де Сьерра-Бульонес — испанский дворянский титул. Он был создан 28 ноября 1860 года королевой Испании Изабеллой II для Хуана де Савалы и де ла Пуэнте (1804—1879), 3-го маркиза де ла Пуэнте и Сотомайор, 5-го маркиза де Торребланка и 6-го графа де Вильясеньор.
Дон Хуан де Савала и де ла Пуэнте был сыном Педро Хосе де Савалы и Браво дель Риберо (1779—1850), 7-го маркиза де Сан-Лоренсо-дель-Вальеумбросо, и Анны Марии Хриманесы де ла Пуэнте и Браво де Лагунас (1788—1840), 4-й маркизы де Торребланка, 2-й маркизы де ла Пуэнте и Сотомайор, 5-й графини де Вильясеньор.

## Маркизы де Сьерра-Бульонес
|                                                | Титул                                          | Период                                         |
| Креация создана королевой Испании Изабеллой II | Креация создана королевой Испании Изабеллой II | Креация создана королевой Испании Изабеллой II |
| ---------------------------------------------- | ---------------------------------------------- | ---------------------------------------------- |
| I                                              | Хуан де Савала и де ла Пуэнте                  | 1860 — 1879                                    |
| II                                             | Хуан де Савала и Гусман                        | 1879 — 1910                                    |
| III                                            | Луис де Савала и Гусман                        | 1910 — 1915                                    |
| IV                                             | Мария дель Пилар де Савала и Гусман            | 1915 — 1915                                    |
| V                                              | Мария дель Пилар Гарсия-Санчо и Савала         | 1915 — 1916                                    |
| VI                                             | Хуан Баутиста Травеседо и Гарсия-Санчо         | 1916 — 1965                                    |
| VII                                            | Хосе Мария Травеседо и Мартинес де лас Ривас   | ? — 1979                                       |
| VIII                                           | Кармен Травеседо и Колон де Карвахаль          | 1979- настоящее время                          |

## История маркизов де Сьерра-Бульонес
- Хуан де Савала и де ла Пуэнте (1804—1879), 1-й маркиз де Сьерра-Бульонес, 3-й маркиз де ла Пуэнте и Сотомайор, 5-й маркиз де Торребланка, 6-й граф де Вильясеньор.

1. Супруга — Мария дель Пилар де Гусман и де ла Серда (1811—1901), 24-я герцогиня де Нахера, 11-я маркиза де Монтеалегре, 16-я графиня де Паредес-де-Нава, 18-я графиня де Оньяте, 18-я графиня де Тревиньо. Ему наследовал его старший сын:

- Хуан де Савала и Гусман (1844—1910), 2-й маркиз де Сьерра-Бульонес, 25-й герцог де Нахера, 9-й маркиз де Гевара, 15-й маркиз де Кинтана-дель-Марко, 19-й граф де Оньяте (гранд Испании), 12-й маркиз де Монтеалегре, 19-й граф де Тревиньо, 11-й граф де Кастронуэво.

1. Супруга — Каролина Сантамарка и Донато, 2-я графиня де Сантамарка. Не оставил наследников, ему наследовал его младший брат:

- Луис де Савала и Гусман (1853—1915), 3-й маркиз де Сьерра-Бульонес, 26-й герцог де Нахера (гранд Испании), 20-й граф де Оньяте (гранд Испании), 18-й граф де Паредес-де-Нава (гранд Испании), 9-й граф де Кампо-Реаль, 9-й граф де Кастаньеда, 13-й маркиз де Монтеалегре.

1. Супруга — Гильермина Эредия и Баррон. Брак был бездетным. Ему наследовала его сестра:

- Мария дель Пилар де Савала и Гусман (1840—1915), 4-я маркиза де Сьерра-Бульонес, 26-я герцогиня де Нахера (грандесса Испании), 20-я маркиза де Агилар-де-Кампоо (грандесса Испании), 20-я графиня де Оньяте (грандесса Испании), 19-я графиня де Паредес-де-Нава (грандесса Испании), 6-я маркиза де Торребланка, 17-я маркиза де Кинтана-дель-Марко, 21-я графиня де Тревиньо, 10-я графиня де Кастаньеда.

1. Супруг — Вентура Гарсия-Санчо и Ибаррондо (1837—1914), 1-й граф де Консуэгра. Ей наследовала её дочь:

- Мария дель Пилар Гарсия-Санчо и Савала (1864—1916), 5-я маркиза де Сьерра-Бульонес, 27-я герцогиня де Нахера (грандесса Испании), 21-я маркиза де Агилар-дель-Кампоо, 21-я графиня де Паредес-де-Нава (грандесса Испании), 21-я графиня де Оньяте (грандесса Испании), 18-я маркиза де Кинтана-дель-Марко, 7-я маркиза де Торребланка, 22-я графиня де Тревиньо, 11-я графиня де Кастаньеда, 2-я графиня де Консуэгра.

1. Супруг — Леопольдо Травеседо и Фернандес-Касарьего, сын Хуана Травеседо и Канета, 1-го графа де Maluque, и Карлотты Фернандес Касарьего и Мендес-Пьедра, 2-й маркизы де Касарьего и виконтессы де Тапия. Ей наследовал их сын:

- Хуан Баутиста Травеседо и Гарсия-Санчо (1895—1965), 6-й маркиз де Сьерра-Бульонес, 28-й герцог де Нахера (гранд Испании), 22-й маркиз Агилар-де-Кампоо (гранд Испании), 23-й граф де Оньяте (гранд Испании), 19-й маркиз де Кинтана-дель-Марко, 8-й маркиз де Торребланка, 23-й граф де Тревиньо и 10-й граф де Кампо-Реаль.

1. Супруга — Мария дель Кармен Мартинес де лас Ривас и Ричардсон (род. 1899). Ему наследовал их сын:

- Хосе Мария Травеседо и Мартинес де лас Ривас (1924—1993), 7-й маркиз де Сьерра-Бульонес, 20-й маркиз де Кинтана-дель-Марко, 14-й граф де Оньяте (гранд Испании), граф де Паредес-де-Нава (гранд Испании), 23-й граф де Тревиньо, 11-й граф де Кампо-Реаль, 4-й граф де Консуэгра.

1. Супруга — Мария Эулалия Колон де Карвахаль и Марото (род. 1924). Ему наследовала их дочь:

- Кармен Травеседо и Колон де Карвахаль, 8-я маркиза де Сьерра-Бульонес, 9-я маркиза де Торребланка.

1. Супруг — Эваристо Мартин де Сандоваль.